# William Rosecrans
William Starke Rosecrans (n. 6 septembrie 1819, Ohio, SUA – d. 11 martie 1898, Redondo Beach⁠(d), California, SUA) a fost un inventator, director de companie de petrol, diplomat, om politic și ofițer al Armatei Americane. Și-a câștigat faima pentru rolul său de general al Uniunii⁠(d) în timpul Războiului Civil American. A ieșit învingător în câteva bătălii importante de pe teatrul vestic de operațiuni al Războiului Civil American⁠(d). Cu toate acestea, cariera sa militară s-a încheiat după înfrângerea dezastruoasă în bătălia de pe Chickamauga din 1863.
Rosecrans a absolvit în 1842 Academia Militară a Statelor Unite, unde a lucrat în misiuni de geniu și a predat înainte de a părăsi armata pentru a urma o carieră în ingineria civilă. La începutul Războiului Civil, a condus trupe din Ohio și a obținut câteva succese în luptele de la început din vestul Virginiei. În 1862, pe teatrul de vest, a câștigat bătălia de la Iuka⁠(d) și a doua bătălie de la Corinth⁠(d), în timp ce era sub comanda generalului-maior⁠(d) Ulysses S. Grant. Maniera sa directă și plină de franchețe, și faptul că nu se ferea să se certe deschis cu superiorii au provocat o rivalitate profesională cu Grant (precum și cu secretarul de război Edwin M. Stanton), care i-a afectat negativ cariera lui Rosecrans.
După ce i s-a încredințat comanda Armatei Cumberlandului⁠(d), el a luptat împotriva generalului confederat⁠(d) Braxton Bragg⁠(d) la Stones River⁠(d). A câștigat în fața acestuia prin manevre strălucita campanie de la Tullahoma⁠(d), alungându-i pe confederați din zona Middle Tennessee⁠(d). Mișcările sale strategice l-au făcut apoi pe Bragg să abandoneze orașul critic Chattanooga, Tennessee⁠(d), și apoi Rosecrans l-a urmărit pe Bragg în retragere, urmărirea încheindu-se însă cu sângeroasa bătălie de pe Chickamauga, unde un ordinul pe care și l-a formulat nefericit a dus la deschiderea din greșeală a unei breșe în liniile Uniunii, iar Rosecrans a pierdut o treime din armată. Asediat în Chattanooga, Rosecrans a fost înlocuit în funcție de către Grant.
În urma umilitoarei înfrângeri, Rosecrans a fost mutat la comanda Departamentului Missouri, unde s-a opus Raidului lui Price⁠(d). După război, a servit în funcții diplomatice și politice, iar în 1880 a fost ales în Congres, reprezentând California.